# Joakim Holmquist
Joakim Bengt Bror Holmquist oder auch Joakim Bengt Bror Holmqvist (* 15. März 1969 in Katrineholm) ist ein ehemaliger schwedischer Schwimmer. Er gewann eine Bronzemedaille bei Europameisterschaften auf der 50-Meter-Bahn. Auf der 25-Meter-Bahn erschwamm er fünfmal Gold, dreimal Silber und einmal Bronze.

## Sportliche Karriere
Der 1,89 Meter große Holmquist startete für Jönköpings Simsällskap.
Bei den Olympischen Spielen 1988 in Seoul belegte die schwedische 4-mal-100-Meter-Freistilstaffel mit Per Johansson, Tommy Werner, Joakim Holmquist und Göran Titus den fünften Platz mit 1,25 Sekunden Rückstand auf die Medaillenränge. Im Jahr darauf bei den Europameisterschaften in Bonn siegte die bundesdeutsche Staffel vor den Franzosen, Tommy Werner, Anders Holmertz, Håkan Karlsson und Joakim Holmqvist schlugen als Dritte an mit 0,08 Sekunden Rückstand auf Gold und 0,01 Sekunden Vorsprung vor der viertplatzierten Staffel aus der Sowjetunion.
1991 fanden in Gelsenkirchen die ersten Sprinteuropameisterschaften auf der 25-Meter-Bahn statt. Holmquist erschwamm die Bronzemedaille über 50 Meter Freistil. 1992 in Espoo siegte Holmquist mit der 4-mal-50-Meter-Freistilstaffel und wurde mit der 4-mal-50-Meter-Lagenstaffel Zweiter. 1993 wurden die Sprinteuropameisterschaften in Gateshead bereits im November ausgetragen. Holmquist gewann Gold über 50 Meter Freistil sowie mit der Freistil- und der Lagenstaffel. Im Dezember 1993 fanden die ersten Kurzbahnweltmeisterschaften in Palma de Mallorca statt. Holmquist erreichte das Finale mit der 4-mal-100-Meter-Freistilstaffel, dort wurde die Staffel aber disqualifiziert. Im September 1994 bei den Weltmeisterschaften in Rom erreichte die schwedische 4-mal-100-Meter-Freistilstaffel den fünften Platz, Holmquist war allerdings nur im Vorlauf dabei. Im Dezember 1994 bei den Sprinteuropameisterschaften in Stavanger wurde Holmquist Zweiter über 50 Meter Freistil. Zudem siegte er mit der 4-mal-50-Meter-Freistilstaffel und wurde Zweiter mit der 4-mal-50-Meter-Lagenstaffel. 1995 bei den Kurzbahnweltmeisterschaften in Rio de Janeiro erreichte Holmquist den siebten Platz über 50 Meter Freistil. Die 4-mal-100-Meter-Freistilstaffel mit Niclas Ohman, Daniel Carlsson, Joakim Holmqvist und Fredrik Letzler verfehlte als Vierte die Bronzemedaille um 0,33 Sekunden.